# طرح گیرنده جریان متناوب/مستقیم

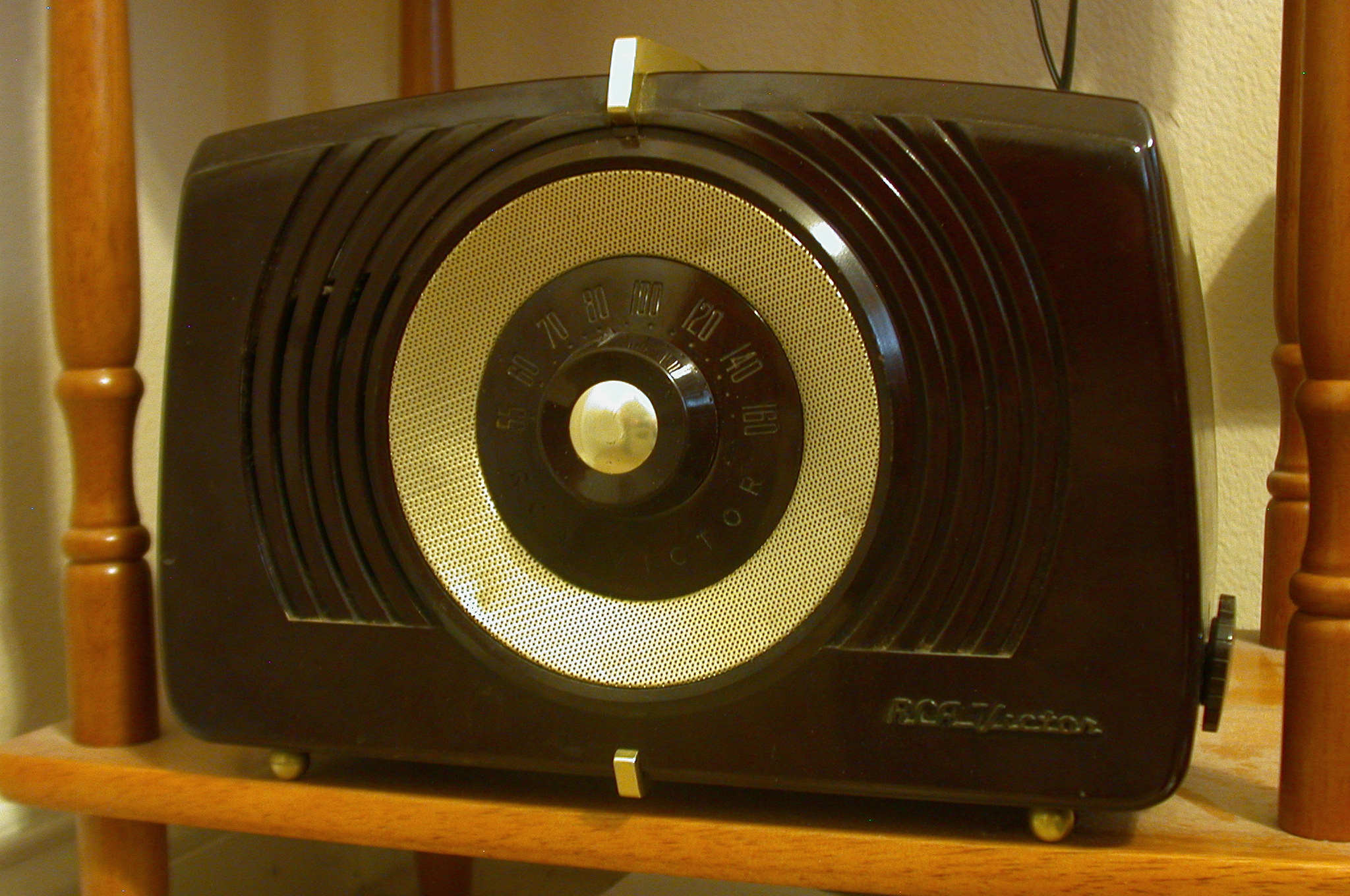
گیرنده‌های رادیویی لامپ خلأ به اصطلاح "همه پنج آمریکایی" از منبع تغذیه‌ای استفاده می‌کردند که می‌توانست در AC یا DC کارکند

طرح گیرنده AC/DC یک نوع منبع تغذیه گیرنده‌های رادیویی یا تلویزیونی لامپی است که مبدل بزرگ و گران‌قیمت را از بین می‌برد. یک تأثیر جانبی طراح این بود که گیرنده در اصل می‌تواند از یک منبع تغذیه DC و همچنین یک منبع تغذیه AC کار کند. در نتیجه، آنها به عنوان "گیرنده‌های AC/DC" شناخته می‌شدند.
در اوایل رادیو، برق در ولتاژهای مختلف در مکان‌های مختلف یا به صورت جریان مستقیم (DC) یا جریان متناوب (AC) تأمین می‌شد.
مجموعه مدل‌های مختلف رادیو برای کار با AC، DC و باتری مورد نیاز بود. به عنوان مثال، رادیو مورفی در سال ۱۹۳۳ اساساً با مداری یکسان برای کار با تغذیه AC، تغذیه DC و باتری مدل‌های مختلفی داشت. معرفی مدار AC/DC این امکان را فراهم می‌آورد که تنها با یک مدل دستگاه در تمام شبکه‌های برق AC یا DC مورد استفاده قرار گیرد، و برخی از چنین مدل‌هایی یونیورسال را به نام خود اضافه می‌کردند (چنین مجموعه‌هایی معمولاً تنظیمات ولتاژ توسط کاربر را داشتند تا قابلیت تنظیمات ولتاژ برای استفاده از محدوده وسیعی از ولتاژها فراهم شود).
اولین طراحی رادیویی AC/DC، همه پنج آمریکایی بود. تنها هدف این طرح از بین بردن ترانسفورماتور اصلی بود. مدت زمانی پس از بین رفتن توزیع برق DC، قیمت پایین‌تر از طراحی‌های بدون ترانسفورماتور در بین سازندگان محبوب بود. چندین مدل تولید شده است که با ترانسفورماتور قدرت توزیع شد، اما دارای ویژگی‌های مداری هستند که فقط اجازه کار از برق AC را می‌دهند. برخی از مدل‌های اولیه در نسخه‌های فقط AC و AC/DC موجود بودند که البته نسخه‌های AC/DC گاهی کمی گران‌تر بودند.